# Powell, Alabama
Powell là một thị trấn thuộc quận Lauderdale, tiểu bang Alabama, Hoa Kỳ. Dân số năm 2009 là 987 người, mật độ đạt 77 người/km².